# Romanian Boat Show
Romanian Boat Show este o expoziție anuală de ambarcațiuni din România, organizată în București.
Prima ediție a avut loc în anul 2006, în perioada 10-14 mai, pe o suprafață de 3.000 de metri pătrați din Piața Revoluției, a avut 25 de expozanți și 7.500 de vizitatori.
În anul 2007, expoziția a fost organizată în Piața Constituției și au participat 33 de companii care au expus în total 75 de ambarcațiuni a căror valoare totală s-a ridicat la aproximativ 7 milioane de euro.
În anul 2009, expoziția a avut loc în parcarea Băneasa Shopping City, s-a întins pe o suprafață de 12.000 mp, având expuse ambarcațiuni în valoare de 17 milioane de euro și a avut aproape 5.000 de vizitatori, de patru ori mai puțini decât estimau inițial organizatorii.